# Lewisister excellens
Lewisister excellens är en skalbaggsart som beskrevs av Heinrich Bickhardt 1912. Lewisister excellens ingår i släktet Lewisister och familjen stumpbaggar. Inga underarter finns listade i Catalogue of Life.